# Катастрофа Ми-8 в Сёяхе
Катастрофа Ми-8 в Сёяхе — авиационная катастрофа, произошедшая в субботу 17 ноября 1984 года близ посёлка Сёяха (ЯНАО) с вертолётом Ми-8 компании Аэрофлот, при этом погибли 15 человек.

## Вертолёт
Ми-8 (по другим данным — Ми-8Т) с заводским номером 7143 (серийный 71-43) был выпущен Казанским вертолётным заводом в феврале 1977 года. Вскоре вертолёт передали Министерству гражданской авиации, которое присвоило ему регистрационный номер СССР-22321 и затем направило в Тюменское управление гражданской авиации, где 4 мая он начал эксплуатироваться. На момент катастрофы борт 22321 относился к Мыс-Каменскому авиаотряду.

## Катастрофа
Вертолёт выполнял ночной пассажирский рейс. На борту находились 3 члена экипажа (КВС А. А. Арутюнов) и 12 пассажиров — делегация комсомольцев Сёяхи, в том числе и школьники, которые летели на районную комсомольскую конференцию в Яр-Сале. Ми-8 оторвался от земли и начал подниматься, как неожиданно уже на 45 секунде вышел из-под контроля пилотов. Запрокинувшись на правый бок и с опущенным носом вертолёт рухнул на землю и разрушился. Все 15 человек на борту погибли. Причина потери управления так и не была установлена.